# Urtenen-Schönbühl
Urtenen-Schönbühl är en ort och kommun i distriktet Bern-Mittelland i kantonen Bern, Schweiz. Kommunen har 6 524 invånare (2023).
Kommunen består av de sammanvuxna ortsdelarna Urtenen i norr och Schönbühl i söder.